# Massapequa
Massapequa (en anglais [mæsəˈpiːkwə]) est un hameau et une census-designated place américaine située dans le comté de Nassau, dans l’État de New York.

## Géographie
Massapequa est située sur la côte sud de Long Island. Selon le Bureau du recensement des États-Unis, le district s’étend sur une surface totale de 4,0 milles carrés (10,36 km2), pour lesquels, 3,7 milles carrés (9,58 km2) est formée de terre et 0,4 milles carrés (1,04 km2) est une étendue d’eau, soit 9,20 % qui est inondé.
Massapequa et par extension les lieux contenant Massapequa dans leur nom sont souvent appelés collectivement les Massapequas.

## Histoire
Pendant de nombreuses années, il a été considéré que Massapequa était l’une des treize tribus de Long Island. Les recherches faites ensuite ont montré qu’il s’agissait du nom des Amérindiens de cet endroit particulier.

## Population
Selon le recensement de l’an 2000, il y avait 22 652 habitants, 7 417 foyers et 6 297 familles résidant dans le district. La densité de la population était de6 207,5 par mile2 (2 396,2/km2). 
Il y avait 7 514 maisons avec une densité moyenne de 2 059,1 milles carrés (5 333,04 km2). La répartition du district est constituée de 97,42 % de blancs, 0,17 % de noirs, 0,02 % de natifs américains, 1,27 % asiatiques, 0,03 % originaires des iles du Pacifique, 0,37 % d’autres origines, et 0,73 % de métis de deux ou plusieurs races. 2,59 % sont hispaniques ou d’Amérique.
Il y avait 7 417 foyers dont 38,3 % avaient des enfants de moins de 18 ans vivant au domicile et 73,4 % étaient des couples mariés vivant ensemble, 8,5 % étaient des femmes au foyer  sans maris présents, 15,1 % ne constituaient pas une famille. 12,5 % de tous les foyers étaient des individus isolés et 0,9 % comportaient une personne de 65 ans ou plus vivant seule La taille moyenne des foyers comportait 3,05 personnes et la taille moyenne des familles étaient de 3.33.
Dans le district, la population se répartissait avec 25,6 % de moins de 18 ans, 5,9 % de 18 à 24 ans, 29,5 % de 25 à 44, 24,7 % de 45 à 64 et 14,3 % de 65 ans ou plus. La médiane des âges était de 41 ans en 2007. Pour 100 femmes, il y avait 94.9 hommes. Pour 100 femmes âgées de 18 ans et plus il y avait 110 hommes.
Le revenu médian par foyer dans le district était de 107,181 $ et le revenu moyen par famille était de 116,266 $. Les hommes avaient un revenu moyen de 77,859 $ pour 57,016 $ pour les femmes. Le revenu par tête dans le district était de 42,169 $. 2,9 % de la  population et 1,6 % des familles vivaient en dessous du seuil de pauvreté.

## Écoles
Durant les années 1960 et 1970, Massapequa comportait sept écoles primaires (Carman Road, East Lake, Birch Lane, Fairfield, Unqua, Hawthorn et Raymond J. Lockhart), deux collèges (John P. McKenna et J. Lewis Ames, auparavant Parkside) et deux lycées (Massapequa et Alfred G. Berner). 
En 1990, les établissements du district de Massapequa furent restructurés par la location de l’école primaire de Carmans Road à Nassau. Hawthorn Elementary fut louée au département de la police en 2006 et servit régulièrement comme école de la police du comté de Nassau.
Le collège John P. McKenna Jr fut converti en école primaire dans la mesure où le lycée Alfred G. Berner devint le nouveau collège. Le collège Lewis Ames Jr. n’est plus un collège mais le Ames Campus de Massapequa, là où les étudiants de neuvième année séjournent couramment.
Le district de Massapequa a donc actuellement :
- six écoles primaires (Grades K-6)
  - Birch Lane
  - East Lake
  - Fairfield
  - Lockhart
  - Mckenna
  - Unqua
- un collège (grades 7-8) : Berner middle school
- un lycée annexe (Grade 9) : Ames
- un lycée (Grades 10-12) : Massapequa High School

## Climat
Massapequa a un climat très similaire à celui du reste de la côte adjacente du nord-est des États-unis ; il est chaud et humide en été et froid en hiver mais la présence de l'Atlantique amène une brise de mer l'après-midi qui tempère les fortes chaleurs et la fréquence et la sévérité des orages. Toutefois, des orages sévères ne sont pas exceptionnels, surtout quand ils abordent l'île en venant du continent (Bronx, Westchester et Connecticut) par le nord-ouest. 
Les températures hivernales sont plus douces que celles du reste de l'île (en particulier pendant la nuit et tôt le matin), causant souvent des tempêtes de neige sur le reste de l'île plus loin et de la pluie à cet endroit. Toutefois, des chutes de neige notables tous les hivers et parfois plusieurs fois certains hivers peuvent engendrer de véritables tempêtes de neige qui peuvent causer occasionnellement du blizzard avec des précipitations de 1-2 pieds d'épaisseur (30-60 cm) et pratiquement des vents d'ouragan. 
Les températures de Long Island varient beaucoup d'ouest en est, avec une façade ouest plus chaude que l'est dans de nombreuses occasions. Ceci est dû à deux facteurs, d'une part le fait que la partie est plus proche du continent et que la partie ouest est plus développée avec un phénomène de chaleur urbaine (urban heat island effect).
Le 25 août 2006, une petite tornade a touché Massapequa.

## Personnalités liées à la ville
- Alec Baldwin.
- Ron Kovic, vétéran de la guerre du Viêt Nam, activiste opposant à la guerre.
- Sonny Milano, hockeyeur sur glace
- Brian Setzer, chanteur, guitariste et auteur-compositeur américain.
- Jerry Seinfeld, comédien américain.